# Canned Heat
Canned Heat je americká bluesrocková skupina, která vznikla v Los Angeles v Kalifornii v roce 1965. Skupina původně hrála klasické bluesové skladby. Založili ji Alan Wilson a Bob Hite. Název vznikl z písně „Canned Heat Blues“ od Tommyho Johnsona z roku 1928. Po vystoupení na festivalech v Monterey nebo na Woodstocku na konci šedesátých let se skupina proslavila téměř po celém světě. Nejklasičtější sestava skupiny byla: Bob Hite, přezdívaný „The Bear“ (zpěv), Alan Wilson, přezdívaný „Blind Owl“ (kytara, foukací harmonika, zpěv), Henry Vestine („Sunflower“) nebo Harvey Mandel („The Snake“) na sólové kytaře, Larry Taylor, přezdívaný „The Mole“ (baskytara) a Adolfo de la Parra, přezdívaný „Fito“ (bicí).
Skupina se stala jednou z hlavních částí éry hippies. Hrála na většině významných hudebních událostí konce 60. let. Dvě z jejích písní, konkrétně „Going Up the Country“ a „On the Road Again,“ se staly mezinárodními hity. V té době byla všechna jejich alba vydávána v celosvětové distribuci. Několik členů Canned Heat později hrálo například s Johnem Mayallem v jeho skupině The Bluesbreakers nebo u Toma Waitse.
Od počátku 70. let se ve skupině vystřídalo mnoho hudebníků. Dnes, v šestém desetiletí existence kapely, ve skupině hraje jeden hudebník z klasické sestavy z 60. let, de la Parra. Doplňují jej Dale Spalding, Rick Reed a Jimmy Vivino.

## Historie

### Začátky (1965–1967)
Canned Heat vznikli v roce 1965 v Los Angeles. V původní sestavě byli zpěvák Bob Hite, rytmický kytarista Alan Wilson, sólový kytarista Mike Perlowin, baskytarista Stu Brotman a bubeník Keith Sawyer. Perlowin a Sawyer se rozhodli po několika dnech z kapely odejít. Skupina si našla nového kytaristu, byl jím Kenny Edwards, Wilsonův přítel. Na bicí hrál Ron Holmes. Později ze skupiny odešel i Edwards, kterého nahradil Henry Vestine, který byl kvůli užívání drog vyloučen ze skupiny Franka Zappy The Mothers of Invention. Edwards po odchodu založil skupinu The Stone Poneys s Lindou Ronstadt. V té době také odešel Holmes a nahradil ho Frank Cook, který již v té době hrál s jazzovými hudebníky jako byli Charlie Haden, Chet Baker, Elmo Hope nebo Dobie Gray.
V roce 1966 skupina nahrála první album, které vyšlo až v roce 1970 u Janus Records pod názvem Vintage. Skupinu opouští baskytarista Stuart Brotman a nahrazuje ho Mark Andes. Andes ve skupině také moc dlouho nevydržel a v březnu 1967 ho nahradil současný baskytarista Larry Taylor, který dnes mimo Canned Heat také hraje s Tomem Waitsem. Larry Taylor byl bratrem Mela Taylora ze skupiny The Ventures.

### Vzestup ke slávě a vznik klasické sestavy (1967–1968)
Skupina 17. června 1967 vystoupila na festivalu Monterey Pop Festival. Skupina se objevila na obálce časopisu Down Beat, kde o nich bylo napsáno: Vestine a Wilson jsou pravděpodobně nejlepší kytarové duo světa a Wilson je pravděpodobně nejlepší bílý bluesový harmonikář světa.
Skupina byla uvězněna v Denveru ve státě Colorado za držení drog. Tento incident připomínají v písni „My Crime“. Manažer skupiny Skip Taylor byl donucen k získání 10 000 dolarů na kauci, které získal prodejem vydavatelských práv u Liberty Records. Po incidentu v Denveru byl Frank Cook nahrazen bubeníkem ze skupiny Bluesberry Jam, jmenoval se Adolfo „Fito“ de la Parra. Jako člen skupiny odehrál Fito první koncert 1. prosince 1967. Byl to společný koncert se skupinou The Doors a odehrál se na Long Beach Auditorium. Vznikla nejklasičtější sestava:
- Bob „The Bear“ Hite
- Alan „Blind Owl“ Wilson
- Henry „Sunflower“ Vestine (později Harvey „The Snake“ Mandel)
- Larry „The Mole“ Taylor
- Adolfo „Fito“ de la Parra

Druhé album vydali v lednu 1968 a jmenovalo se Boogie with Canned Heat a byl na něm i hit „On the Road Again“, který s Alanem Wilsonem napsal Floyd Jones. Ze skladby se stal celosvětový hit a dostala se na vrchol hitparád.

### Woodstock a události kolem (1968–1970)
V říjnu 1968 kapela vydala své třetí album, Living Blues, na kterém byla i jedna z jejich nejznámějších písní „Going Up the Country“. Píseň se stala hitem číslo 1 v 25 zemích po celém světě. V roce 1969 v Hollywoodu nahráli album Live at Topanga Corral, které vyšlo až v roce 1971. V červenci 1969 skupina vydala své další album Hallelujah. Pár dní po vydání alba ze skupiny Vestine odešel a nahradil ho Harvey Mandel. Skupina poté vystoupila v sobotu 16. srpna 1969 na festivalu Woodstock, jejich vystoupení probíhalo přibližně od 20 do 21 hodiny a odehráli zde skladby „A Change Is Gonna Come/Leaving This Town“, „Going Up the Country“, „Let's Work Together“, „Woodstock Boogie“ a „On the Road Again“. Skladba „Going Up the Country“ byla použita jako úvodní skladba v dokumentárním filmu Woodstock z roku 1970.
V srpnu 1970 vyšlo páté studiové album Future Blues, na kterém se nachází i další jejich hit „Let's Work Together“. Jedná se o coververzi skladby „Let's Stick Together“ od Wilberta Harrisona. Na piáno na tomto albu hrál Dr. John. V tomtéž roce se konalo evropské turné, ze kterého vzniklo koncertní album Canned Heat '70 Concert Live in Europe. Album je složené z nahrávek z několika koncertů po celé Evropě. Larry Taylor a Harvey Mandel v té době opustili skupinu a připojily se k Johnu Mayallovi a jeho skupině The Bluesbreakers.

### John Lee Hooker a smrt Alana Wilsona
Po odchodu Taylora a Mandela do Bluesbreakers se vrátil zpět do kapely Henry Vestine a nový baskytarista Antonio de la Barreda. V této sestavě skupina začala nahrávat nové album, společné s Johnem Lee Hookerem. Album vyšlo jako dvojalbum 15. ledna 1971 pod názvem Hooker 'n Heat. Hooker se se skupinou začal přátelit. Dokonce říkal, že Wilson byl nejlepší hráč na foukací harmoniku. Další album s Hookerem skupina nahrála v roce 1978 pod názvem Hooker 'n Heat: Live at the Fox Venice Theatre. V roce 1989 potom členové Canned Heat spolu s mnoha dalšími hudebníky hostovali na sólovém albu Hookera s názvem The Healer. 3. září 1970 umírá Alan Wilson na předávkování barbituráty ve věku 27 let. Zemřel jen pár týdnů před Jimi Hendrixem a Janis Joplin, kteří zemřeli i ve stejném věku.

### Události po Wilsonově smrti

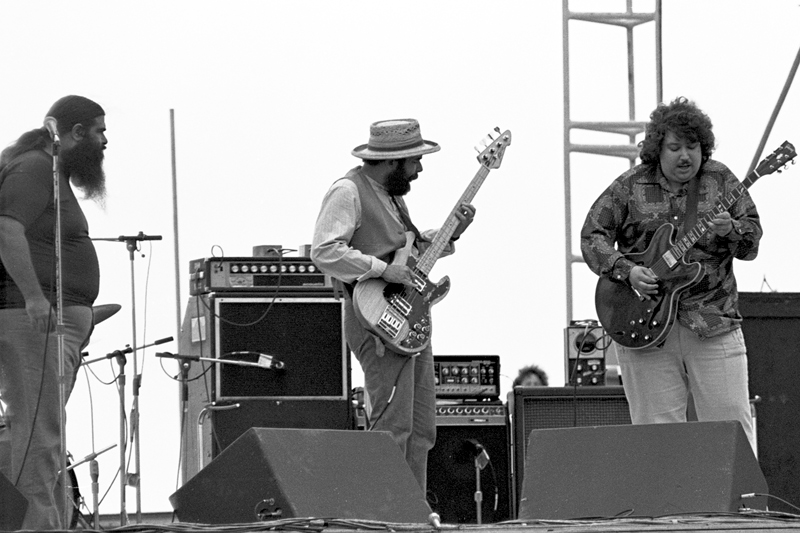
Canned Heat v roce 1979

Po Wilsonově smrti do skupiny přišel Joel Scott Hill, který předtím hrál s The Strangers a Moby Grape. Skupina vyrazila na turné po Evropě a Austrálii. Z vystoupení ve Finsku byl pořízen záznam, který o mnoho let později, přesněji v roce 1995, vyšel pod názvem Live at Turku Rock Festival. Na konci roku 1971 vyšlo nové studiové album Historical Figures and Ancient Heads, na kterém si jako host zahrál Little Richard.
Roku 1972 skupinu opouští Antonio de la Barreda a Joel Scott Hill, kvůli nepohodnutí s ostatními členy kapely. Do skupiny přichází James Shane na rytmickou kytaru, Ed Beyer na klávesy a Hiteův bratr Richard Hite na basovou kytaru. Tato sestava nahrála album The New Age, které vyšlo v březnu 1973. Skladbu „Lookin' for My Rainbow“ odzpívala gospelová zpěvačka Clara Ward. Skupina absolvovala další evropské turné a při něm jeden koncert ve švýcarském Montreux natočila a v roce 2004 vyšel na DVD pod názvem Live at Montreux 1973. V roce 1974 vyšlo album One More River to Cross. V té době se prostřídalo několik dalších členů. V roce 1977 vyšlo album Human Condition. Po vydání alba skupinu opouští Mark Skyer, Chris Morgan a Richard Hite. Přichází nový baskytarista Richard Exley, který ve skupině také moc dlouho nevydržel.

### Umírá Bob Hite
Na přelomu 70. a 80. let se zvyšila popularita blues, což bylo způsobeno hlavně právě vznikající filmovou skupinou The Blues Brothers. Do skupiny přišli noví členové Mike „Hollywood Fats“ Mann a Ronnie Barron. Brzy se ke skupině připojil slepý pianista Jay Spell. V roce 1979 zahráli Canned Heat na výročním koncertu, konaném u příležitosti deseti let od původního festivalu Woodstock v roce 1969. Koncert proběhl v Parr Meadows. Ze skupiny znovu odešel Larry Taylor a nahradil ho Jon Lamb. Skupinu opustil i Jay Spell. Před Vánoci v roce 1980 ji opustil i Jon Lamb a nahradil ho Ernie Rodriguez. V roce 1981 skupina vydala další studiové album Kings of the Boogie. Bylo to poslední album, na kterém se podílel Bob Hite. Ten se 5. dubna 1981 silně předávkoval heroinem a tentýž den byl nalezen mrtev ve své dodávce. Bylo mu 38 let.

## Členové

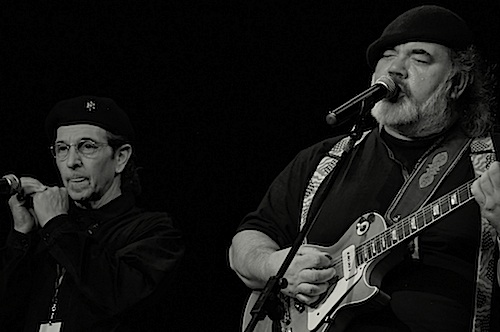
Dallas Hodge a Stanley Behrens

- Zde jsou uvedeni jen oficiální členové
- Tučně jsou zvýrazněni hudebníci z klasické sestavy
- † tímto symbolem jsou označeni zemřelí členové

### Současní členové
- Dale Spalding (kytara, harmonika, baskytara, zpěv, 2008–dosud)
- Adolfo „Fito“ de la Parra (bicí, zpěv, 1967–dosud)
- Rick Reed  (baskytara, 2019–dosud)
- Jimmy Vivino (kytara, baskytara, zpěv, 2019–dosud)

### Dřívější členové
Frontman (kytara/harmonika/zpěv)
- †Alan „Blind Owl“ Wilson (1965–1970)
- †Bob „The Bear“ Hite (1965–1981)
- †Richard Kellogg (1981–1985)
- †James Thornbury (1985–1995)
- †Robert Lucas (1995–2000, 2005–2008)
- Dallas Hodge (2000–2005)

Kytaristé
- †Mike Perlowin (1965)
- †Kenny Edwards (1965–1966)
- †Henry „Sunflower“ Vestine (1966–1969, 1970–1974, 1980–1981, 1985–1988, 1992–1997)
- Harvey „The Snake“ Mandel (1969–1970, 1990, 1996–1999, 2009–2013)
- †Joel Scott Hill (1970–1972)
- James Shane (1972–1974)
- †Chris Morgan (1974–1977)
- Mark Skyer (1975–1977)
- †Mike „Hollywood Fats“ Mann (1978–1980)
- †Mike Halby (1980–1984)
- Walter Trout (1981–1985)
- Junior Watson (1988–1990)
- Becky Barksdale (1992)
- Paul Bryant (1999–2000)
- John Paulus (2000–2006, 2013–2019)
- Barry Levenson (2006–2010)

Bubeníci
- Keith Sawyer (1965)
- Ron Holmes (1965–1966)
- †Frank Cook (1966–1967)

Baskytaristé
- Stuart Brotman (1965–1966)
- Mark Andes (1966–1967)

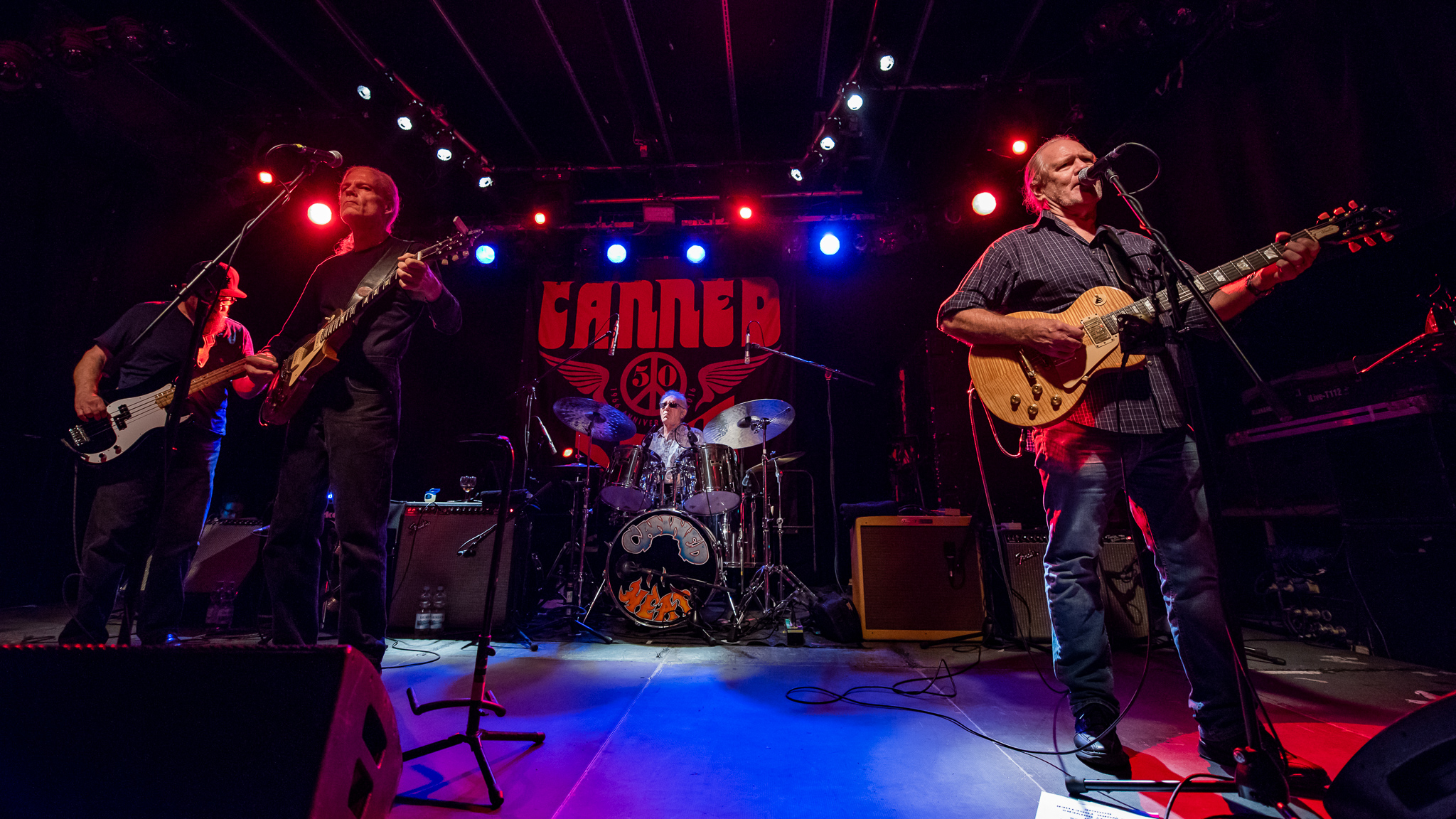
Canned Heat (2018)

- †Larry „The Mole“ Taylor (1967–1970, 1978–1980, 1987–1992, 1996–1997, 2009–2019)
- †Antonio de la Barreda (1970–1972)
- †Richard Hite (1972–1976)
- Richard Exley (1976–1977)
- Jon Lamb (1980)
- Ernie Rodriguez (1980–1985)
- Skip Jones (1985–1987)
- †Ron Shumake (1990–1996)
- Mark „Pocket“ Goldberg (1996)
- Greg Kage (1996–2010)

Klávesisté a hráči na jiné nástroje
- Ed Beyer (1972–1974)
- †Gene Taylor (1974–1976)
- †Ronnie Barron (1978, 1987–1988)
- †Jay Spell (1978–1980)
- Stanley „Baron“ Behrens (2000–2005)

## Diskografie

### Originální nahrávky
| Název                                         | Vydáno              | Vydavatelství                    |
| --------------------------------------------- | ------------------- | -------------------------------- |
| Canned Heat                                   | 1967                | Liberty Records                  |
| Boogie with Canned Heat                       | 1968                | Liberty Records                  |
| Living the Blues                              | 1968                | Liberty Records                  |
| Hallelujah                                    | 1969                | Liberty Records                  |
| Future Blues                                  | 1970                | Liberty Records                  |
| Vintage                                       | 1970                | Janus                            |
| Canned Heat '70 Concert Live in Europe        | 1970                | Liberty Records                  |
| Hooker 'n Heat                                | 1970                | Liberty Records                  |
| Live at Topanga Corral                        | 1971                | Wand Records                     |
| Historical Figures and Ancient Heads          | 1971                | United Artists                   |
| The New Age                                   | 1973                | United Artists                   |
| One More River to Cross                       | 1973                | Atlantic/ WEA Records            |
| Memphis Heat                                  | 1974                | Barclay (Francie)                |
| Gates on Heat                                 | 1974                | Barclay (Francie)                |
| Human Condition                               | 1978                | Takoma/Sonet                     |
| Captured Live                                 | 1980                | Accord                           |
| Hooker'n'Heat: Live at the Fox Venice Theatre | 1981                | Rhino                            |
| Kings of the Boogie (Dog House Blues)         | 1981                | Destiny Records                  |
| The Heat Bros. '84                            | 1984                | ALA                              |
| Infinite Boogie                               | 1986                | Rhino                            |
| Boogie Up the Country                         | 1987                | Inak                             |
| Reheated                                      | 1988                | SPV                              |
| Live at Turku Festival                        | 1990                | Bear Tracks                      |
| Burnin' Live                                  | 1991                | SPV                              |
| Boogie Assault                                | 1991                | AIM                              |
| Internal Combustion                           | 1994                | AIM                              |
| King Biscuit Flower Hour                      | 1995                | King Biscuit Flower Hour Records |
| Canned Heat Blues Band                        | 1996                | Ruf Records                      |
| The Ties That Bind                            | 1997 (nahráno 1975) | RCA Mexico/Archive Recordings    |
| House of Blue Lights                          | 1998                |                                  |
| Boogie 2000                                   | 1999                | Ruf Records                      |
| The Boogie House Tapes                        | 2000                | Ruf Records                      |
| Friends in the Can                            | 2003                | Ruf Records                      |
| The USA Sessions                              | 2003                |                                  |
| The Boogie House Tapes Volume 2               | 2004                | Ruf Records                      |
| Under Dutch Skies                             | 2007                | Major League Productions         |
| Christmas Album                               | 2007                | Ruf Records                      |
| Finyl Vinyl                                   | 2024                | Ruf Records                      |

### Kompilace
- 1969 − Canned Heat Cookbook
- 1971 − Canned Heat Collage
- 1972 − The Best of Canned Heat
- 1975 − The Very Best of Canned Heat
- 1989 − Let's Work Together: The Best of Canned Heat
- 1994 − Uncanned! The Best of Canned Heat
- 1996 − Best of Hooker 'n' Heat
- 1996 − Straight Ahead
- 2007 − The Very Best of Canned Heat